# Panicum granuliferum
Panicum granuliferum är en gräsart som beskrevs av Carl Sigismund Kunth. Panicum granuliferum ingår i släktet vipphirser, och familjen gräs. Inga underarter finns listade i Catalogue of Life.